# Rosa Crux

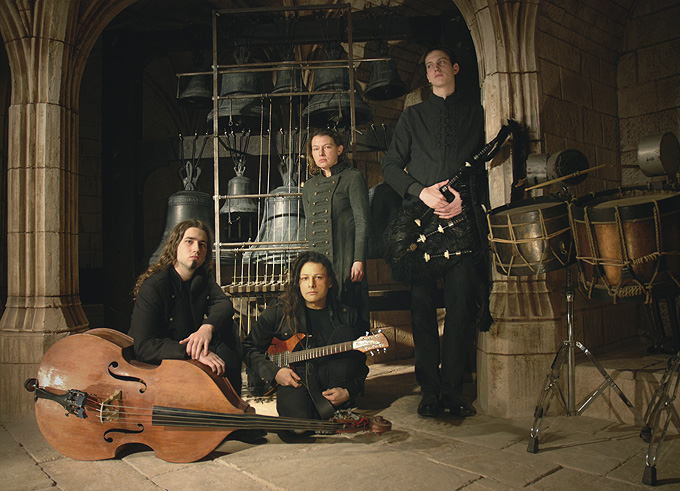
Rosa Crux 2009

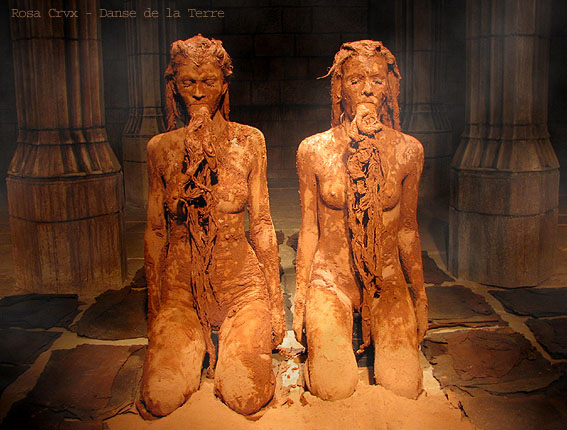
Danse de la Terre

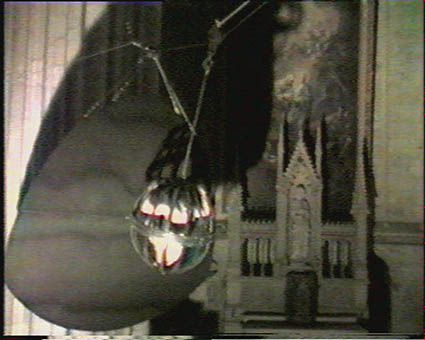
Performance de la Cage, 1986

Rosa Crux est une formation musicale majeure de la scène gothique française originaire de Rouen. Le style est sombre, mélancolique, rituel et parfois assez martial. Ils chantent en latin.
Toujours actif depuis sa création en 1984, Rosa Crux se distingue par une musique hors norme et un jeu de scène particulier.
En effet, le groupe élabore de façon artisanale les instruments et machineries qu'il utilise sur scène : carillons d'église, batterie de tambours automate et autres machines qui pourraient sembler venir tout droit de l'atelier de Léonard de Vinci (Jeux de fers).
S'inspirant des écrits d'Antonin Artaud, les concerts de Rosa Crux sont systématiquement ponctués de performances exécutées au milieu du public sur le thème du corps en souffrance (Danse de la Terre, Homme dans la Cage) créant dans la salle des situations proches de celles d'un sacrifice.
Le choix des mots Rosa et Crvx se réfère à l'antagonisme de symboles dominants dans un héritage culturel précis (vie/mort, amour/haine, etc.) et sans aucun lien avec les mouvements rosicruciens existant, les sujets de prédilection du groupe portant essentiellement sur le mythe de la sorcellerie. Jouant sur la dualité et le paroxysme, les paroles chantées ne sont pas écrites par le groupe mais extraites d'œuvres antiques : textes liturgiques ainsi que formules ésotériques.
Le groupe se réclame du style « Dark Ritual » et reconnaît des influences aussi bien dans la grande musique sacrée que chez certains groupes des années post-punk ayant abordé le rituel ou le paganisme sur scène (Virgin Prunes, The Moon Lay Hidden Beneath a Cloud).
Depuis 2006, le groupe a signé avec le label allemand Trisol.
Dès les premières éditions, l'orthographe choisie est Rosa†Crvx, le U s'écrivant V en latin. La prononciation est « Crouks »,  soit [Roza kruks] en alphabet phonétique.
BAM - Innovation technique. 
- En 1995, Olivier Tarabo invente un procédé électromagnétique lui permettant d'actionner des baguettes de tambour de façon tellement précise, qu'il reproduit d'une seule baguette un roulement de tambour d'un niveau de conservatoire. BAM, comme Batterie Automate Midi, est actuellement composée de huit fûts et de deux cymbales et accompagne systématiquement et en exclusivité le groupe Rosa Crux sur scène depuis cette date[3]. « … avec cette invention, plus besoin de batteur, une baguette animée par électroaimant et gérée par un programme midi offre une dizaine de forces de frappe différentes et une rapidité qu'aucun humain n'est capable d'atteindre… » Sono magazine, avril 2001.
- La BAM a remporté le prix « Innovations et Inventions pour le Son » (Trophée Louis Jouvet au salon du SIEL 2001)[4].

## Membres
- Olivier Tarabo - chant, guitares, compositions
- Claude Feeny - claviers, carillon
- Stéphane Gouby - basse, contrebasse
- BAM - batterie automate midi
- Camille Cauvin - cornemuse, performances
- Marianne Wood - performances

## Discographie

### Vinyles
- Ales et Feles - maxi 45 t 4 titres 1986 (label New Rose)
- Livre 01 (double 45 t 4 titres) (label On a faim)
- Livre 02 (45 t 2 titres)
- In Tenebris (33 t picture disc) (label Une)

### MiniCD
- Danse de la Terre label Sordide Sentimental,

### CD audio
- Proficere (autoproduit) 1995
- Noctes Insomnes (autoproduit) 1998
- In Tenebris (autoproduit) 2002

### DVD+CD audio
- "Lvx In Tenebris Lvcet" (label Trisol music/BMG) 2008

### USB
TRILOGIA coffret compilation 30 titres + vidéoclips + inédits 2012
Édition "Reliquiae" - livres-objets 18 x 24cm en bas reliefs + multimedia
- Reliquia#1 "Danse de la Terre" 2015
- Reliquia#2  "Rats & symbolique" 2016
- Reliquia#3 "Incorrupti"  2017

## Tournée 2009 + référence concerts + Festivals internationaux
- Amphi-Fest / Koln - Allemagne 2009
- Gothic Festival / Waregem - Belgique 2003 - 2009
- Summer of Darkness / Utrecht - Hollande 2003 - 2009
- Beyond The Veil Festival / Leeds - England 2009
- Cult Medieval Night / Zurich - Suisse 2003 - 2009
- La Nuit des Ombres / Grenoble 2009[5]
- La Loco / Paris 1997 - 2002 - 2006 - 2009
- Les Nuits Dark Ritual / Rouen 2009
- Wave-Gotik-Treffen / Leipzig - Allemagne 1997 - 2006 - 2007 - 2018 [6]

## Parution Magazines
Le groupe apparaît régulièrement dans la presse européenne spécialisée Orkus, Elegy, D-side.

## Distinctions
- Rosa Crux a représenté la Haute-Normandie aux Découvertes du Printemps de Bourges en 1994[8]
- Le magazine allemand Orkus a récompensé l'album 'Lvx In Tenebris Lvcet' de la distinction « Album du mois » en mai 2008[9].

## Reportages télévisés
- Rosa Crux est en tête d'affiche du reportage de 52 minutes Tribus Gothiques par Olivier Delacroix, diffusé en prime time sur France 4 puis rediffusé une dizaine de fois entre 2009 et 2010[10].
- Arte-Tracks Backstage musique Industrielle 2004[11].
- Tribus sur Antenne 2 : reportage, musiques + invité plateau de Thierry Ardisson 2003[12]